# Ludwig-Erhard-Medaille für Verdienste um die Soziale Marktwirtschaft

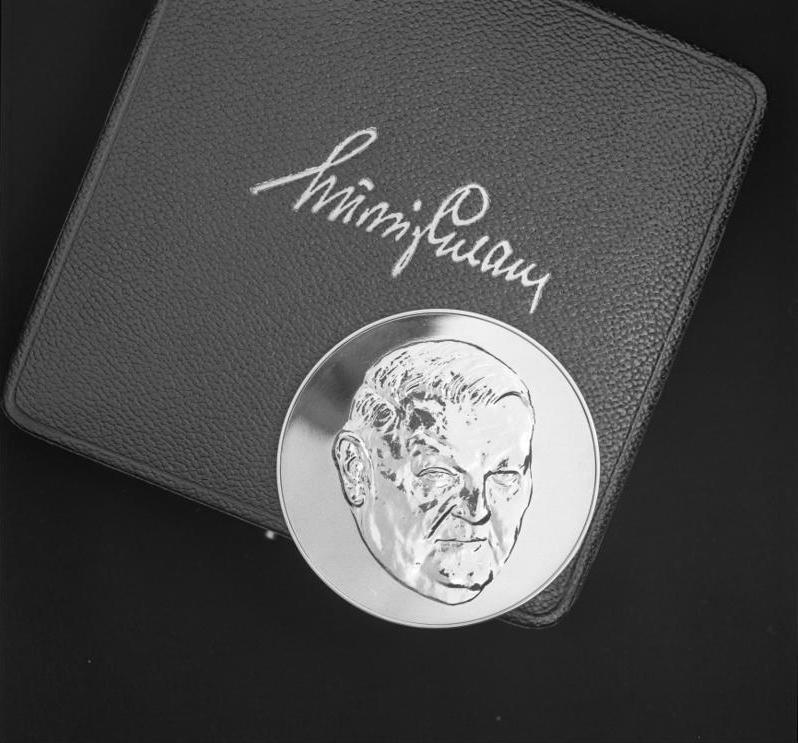
Die Ludwig-Erhard-Medaille für Alfred Müller-Armack, 1976

Die Ludwig-Erhard-Medaille für Verdienste um die Soziale Marktwirtschaft der Ludwig-Erhard-Stiftung e. V. wird seit 1976 vergeben und „soll Männern und Frauen verliehen werden, die sich durch beispielhafte Leistungen für das Gesamtwohl und den Bestand und die Fortentwicklung der Sozialen Marktwirtschaft und der sie tragenden Prinzipien besonders verdient gemacht haben.“ 1977 kam dann noch der Ludwig-Erhard-Preis für Wirtschaftspublizistik, als weiterer Preis der Ludwig-Erhard-Stiftung hinzu.

## Preisträger
Bisherige Träger der Medaille sind:
- 1976: Alfred Müller-Armack, Köln
- 1977: Reinhard Kamitz, Wien
- 1978: Erich Welter, Frankfurt/Main
- 1983: Heinz Nixdorf, Paderborn
- 1984: Ludger Westrick, Bonn
- 1990: Gerd Bucerius, Hamburg
- 1994: Birgit Breuel, Berlin
- 1995: Tyll Necker, Köln
- 1996: Hermann Rappe, Hannover
- 1998: Otto Graf Lambsdorff, Bonn
- 1999: Gerhard Stoltenberg, Bonn
- 2000: Hans Tietmeyer, Frankfurt/Main
- 2004: Reinhold Würth, Künzelsau
- 2007: Paul Kirchhof, Heidelberg
- 2010: Notker Wolf, Rom
- 2018: Mart Laar, Tallinn